# Gordon Goichi Nakayama
Gordon Goichi Nakayama (G.G. Nakayama, 中山吾一, 16 de novembro de 1900 - 8 de outubro de 1995) foi um padre anglicano nipo-canadense, autor e pedófilo. Ele foi ativo em seu ministério no oeste do Canadá e na costa do Pacífico (especialmente em Okinawa, sul do Japão) por 62 anos, entre 1932 e 1994. G.G. Nakayama tem sido alvo de controvérsia envolvendo a Igreja Anglicana e a sua postura em relação às acusações recebidas de abuso infantil. Em 2015, a Igreja Anglicana do Canadá revelou ter recebido uma confissão por escrito de Nakayama sobre seu abuso em 1994, e se desculpando por ocultar as informações do público e da polícia por mais de 20 anos.

## Vida
G.G. Nakayama nasceu em Okawa, Prefeitura de Kochi, Japão em 1900 e imigrou para o Canadá em 1919.
 Nakayama estabeleceu-se em Vancouver e foi ordenado sacerdote em 1934 na Diocese Anglicana de New Westminster.
Nakayama ajudou a construir igrejas de pedra em Vancouver e todas as três igrejas existentes foram confiscadas em 1941 pela cidade de Vancouver, como parte do confisco de propriedades japonesa decretado pelo Governo Federal durante a Segunda Guerra Mundial.
Nakayama, sua família e todos os 22 mil nipo-canadenses que viviam na Colúmbia Britânica foram expulsos da costa em 1942 por Ordem no Conselho, proveniente do Gabinete do Primeiro-Ministro, determinando uma zona de exclusão de 100 milhas (160 km) da costa do Pacífico. Os campos de internamento estavam espalhados e as comunidades remotas isoladas umas das outras. Os direitos de mobilidade eram controlados. Nakayama, como sacerdote ordenado e líder comunitário, era autorizado a viajar entre os campos. Sabe-se que nas visitas de Nakayama às comunidades, ele costumava ser convidado a ficar em casas diferentes. Este direito continuou após o fim da Segunda Guerra Mundial em 1945 e os nipo-canadenses se dispersaram pelo Canadá, já que os japoneses foram impedidos de viver na Colúmbia Britânica até 1949.

## Controvérsia
Caros amigos,

Lamento muito me desculpar pelo que fiz no passado. Eu cometi um erro. Minha vida moral com meu mau comportamento sexual. Lamento sinceramente pelo que fiz a tantas pessoas. Espero que me perdoe meu erro passado. Espero que você viva uma vida feliz agora.
Atenciosamente,
G. G. Nakayama

Joy Kogawa, autora canadense e filha de G. G. Nakayama, confrontou seu pai ao saber de seu histório de abuso sexual infantil e agressão, descobrindo que ele abusou cerca de 300 crianças - na maioria meninos de idade equivalente à pré-escola até adolescentes - ao longo de seis décadas de mandato como padre. Muitas das informações que cercam o abuso de Nakayama vêm dos romances da própria Joy Kogawa, onde Kogawa tira proveito de suas experiências de vida com Nakayama e com o internamento como principais elementos de trama, criando narrativas elegantes e semificcionais. De obras como The Rain Ascends e Gently à Nagasaki, Kogawa faz do abuso sexual e da sua luta com o legado de seu pai um foco central. Nakayama também foi, ele próprio, vítima de agressão sexual crianças.

## Seção de referência
1. ↑   Museu Nacional e Centro Cultural Nikkei. «Coleção da Família Nakayama». Consultado em 9 de julho de 2020
2. ↑  Kogawa, Joy (1995). The Rain Ascends. Toronto: Vintage Canada. pp. 195, 205
3. ↑   Lundgren, Jodi (2016). «"Roll with It": Estruturas de sentimento e abuso sexual nos escritos de Joy Kogawa». Studies in Canadian Literature. 41 (2). Consultado em 13 de julho de 2020
4. ↑   Kogawa, Joy (1995). The Rain Ascends. Toronto: Vintage Canada. p. 204